# Ifatsy
Ifatsy är en ort i Madagaskar.   Den ligger i regionen Vatovavy Fitovinanyregionen, i den södra delen av landet, 400 km söder om huvudstaden Antananarivo. Ifatsy ligger 8 meter över havet och antalet invånare är 15 000.
Terrängen runt Ifatsy är platt. Runt Ifatsy är det ganska tätbefolkat, med 222 invånare per kvadratkilometer. Ifatsy är det största samhället i trakten. I omgivningarna runt Ifatsy växer huvudsakligen savannskog.